# كاترين بيل
كاترين بيل (بالإنجليزية: Catherine Bell)‏ هي مستشرقة أمريكية، ولدت في 1952 في نيويورك في الولايات المتحدة، وتوفيت في 23 مايو 2008.